# Parc Juràssic
Parc Juràssic (títol original en anglès: Jurassic Park) és una pel·lícula de ciència-ficció dels Estats Units, dirigida per Steven Spielberg, estrenada el 1993 i basada en la novel·la homònima de Michael Crichton. S'ha convertit en una de les pel·lícules amb més èxit de tots els temps -és la desena pel·lícula amb majors guanys de la història- i en una fita respecte a l'ús dels efectes digitals per a la filmació de pel·lícules. Va obtenir tres premis Oscar.
El guió va ser adaptat per Crichton, a partir de l'obra literària original, juntament amb David Koepp i Malia Scotch Marmo. El repartiment va estar integrat per Richard Attenborough, Sam Neill, Jeff Goldblum i Laura Dern; els efectes especials van ser creats per Phil Tippett i Industrial Light & Magic.
La pel·lícula descriu la clonació de diverses espècies de dinosaures a partir de la manipulació genètica de segments de matèria prehistòrica preservada en un tros d'ambre. La iniciativa la duu a terme una empresa científica denominada InGen que està encapçalada per l'empresari John Hammond, i a partir d'ella pretenen crear un parc de diversions. Els inversors del projecte decideixen realitzar una prova de les instal·lacions, abans de la inauguració del parc. Tanmateix, la sobtada aparició d'un cicló tropical i l'organització d'un sabotatge per part d'un dels empleats del parc causen que els sistemes de seguretat informàtica deixin de funcionar i els dinosaures comencin a fugir de les seves instal·lacions. L'equip del parc intenta restablir els sistemes, però com que és massa tard, comencen a fugir de l'illa.
En un principi, va rebre crítiques positives de part de la premsa especialitzada. La majoria va aprovar la pel·lícula per l'ús d'efectes especials innovadors per a la cinematografia predominant en aquell temps, encara que alguns altres es van mostrar decebuts per l'adaptació narrativa de la història, descrita a la novel·la en la qual es va basar. Durant la seva exhibició, va obtenir més de $914 milions i va comptar amb nombroses adaptacions a videojocs, historietes i atraccions mecàniques en els parcs temàtics d'Universal Studios.
Parc Juràssic és la primera pel·lícula de la franquícia del mateix nom, seguida per El Món Perdut de 1997 i Parc Juràssic III de 2001. Una nova continuació, objecte de múltiples especulacions amb el pas del temps, va ser confirmada per Joe Johnston (director de Parc Juràssic III) en una entrevista a principis de 2010, sent el començament d'una segona trilogia basada en Parc Juràssic. En declaracions més recents, Johnston va assegurar que ja s'està treballant en un nou guió i espera que, després d'acabar la seva participació en The First Avenger: Captain America, pugui començar la seva producció juntament amb Steven Spielberg.

## Argument
La trama es situa a l'illa Nublar, on un treballador de l'empresa International Genetic Technologies, Inc. (InGen) és atacat per un velociraptor, el qual pretenia alliberar-se de la seva caixa per afegir-lo al seu futur hàbitat al recent Parc Juràssic. La seva mort origina un conflicte entre la família del treballador assassinat i InGen. Com a conseqüència, el seu gerent, John Hammond és pressionat pels inversors del projecte, per permetre una modificació segura per experts a l'illa, abans de l'obertura del parc. Hammond convida el paleontòleg Alan Grant, la paleoapotecària Ellie Sattler, el teòric Ian Malcolm i el representant dels inversors, Donald Gennaro.
En entrar al parc, els investigadors coneixen com InGen va crear els dinosaures a partir de la clonació genètica.

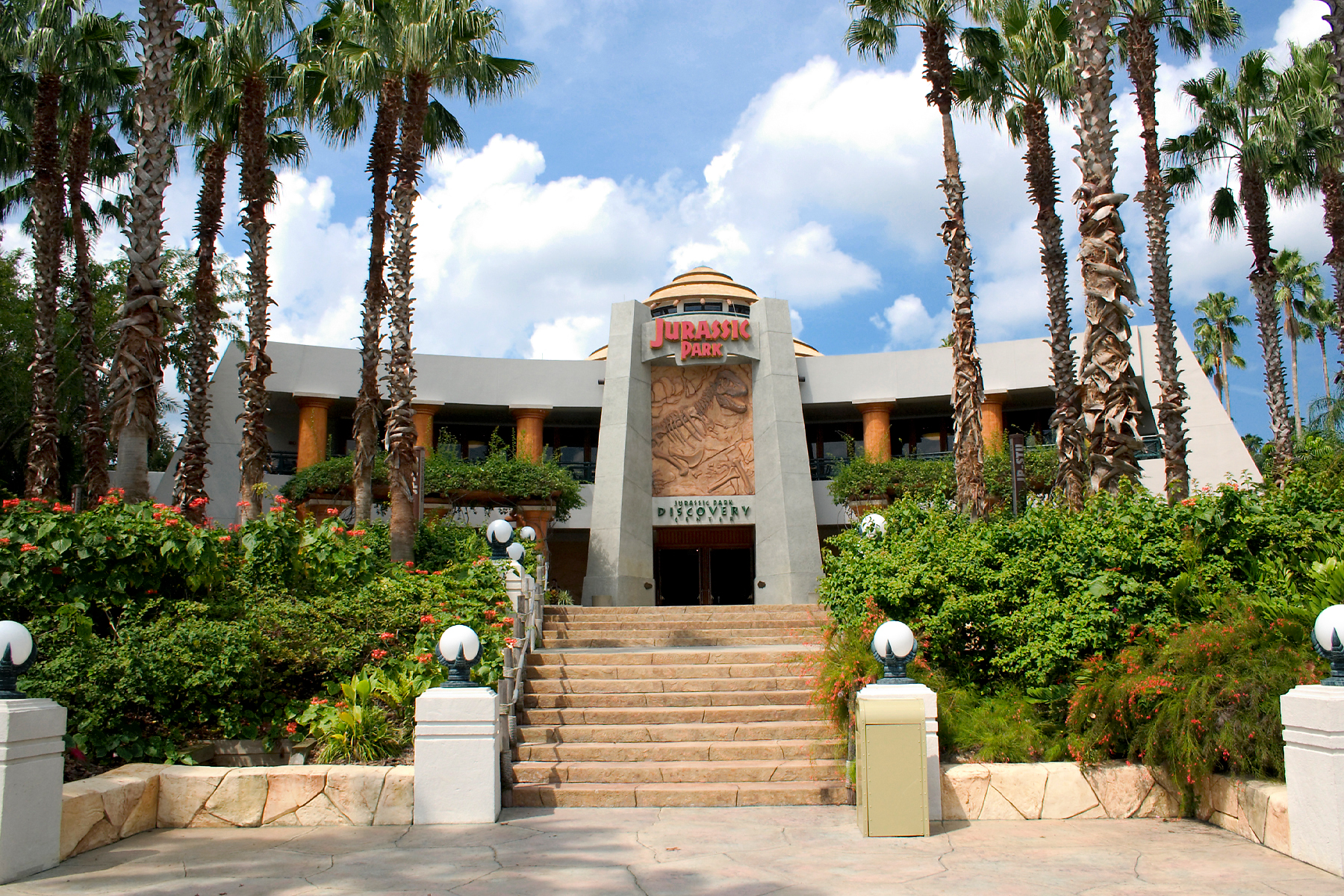
Model a rèplica del Centre de Visitants

Malcolm i Sattler no estaven completament d'acord amb el projecte d'InGen, catalogant-lo de caòtic. Finalitzada l'explicació, els investigadors són portats a recórrer el parc, per a conèixer cada una de les instal·lacions del complex.
Aprofitant la situació, Nedry (contractat per un altre empresari per a robar alguns embrions de dinosaures, acció que no aconseguirà dur a terme, ja que és assassinat per un dels dinosaures alliberats).
La instal·lació del tiranosaure és una de les que queden desprotegides, per la qual cosa el seu exemplar, després d'escapar, ataca els dos vehicles del recorregut i fereix Malcolm i els nets de Hammond, i devora Gennaro.
El Dr. Grant i els nens arriben a fugir d'ell i arriben a un frondós arbre que escalen, fins a arribar a la seva copa, per a descansar i dormir durant la nit. Mentrestant, Malcolm és auxiliat per la Dra. Settler i portat a un lloc segur per la seva recuperació.
Des del centre de control, Arnold intenta desbloquejar els sistemes de seguretat. En no aconseguir-ho, reinicia tots els sistemes del parc i causa que tots els sectors i les instal·lacions quedin completament inactius fins a la seva reactivació manual. Arnold es dirigeix al centre per a activar els circuits i perden el contacte amb ell.
Ellie i Muldoon acudeixen al centre d'energia, descobrint en el trajecte que els raptors han escapat de les seves instal·lacions -les quals, al seu torn, es trobaven en un perímetre adjacent al centre d'energia. Muldoon aconsella a Ellie separar-se, mentre ell s'ocuparia de caçar els raptors que, segons la seva suposició, estaven assetjant-los en aquell instant. Sorprès per un raptor ocult entre la vegetació, Muldoon és devorat.
Ellie s'escapa d'un altre que es trobava al centre d'energia, aconseguint trobar-se amb Grant, amb qui torna al centre de control, on Hammond i Malcolm es troben sans i estalvis. En informar-se de l'escapada dels raptors, Grant es prepara amb armes per protegir-se'n. De manera sobtada, els raptors s'escapoleixen fins a la cuina i arriben al centre de control. Lex restaura els sistemes computeritzats que controlen els panys del parc per evitar que els raptors entrin al centre. En fer-ho, Ellie demana auxili per via telefònica. Tanmateix, els raptors trenquen els vidres de les portes electromagnètiques, pel que l'equip escala i s'endinsa al sostre del quart, que els condueix finalment, al centre de visitants del parc. En aquest lloc, un esquelet d'un exemplar de T. rex es troba en exhibició. En adonar-se de la presència dels raptors en el centre de visitants, l'equip descendeix del sostre per mitjà de l'esquelet per tractar de fugir, encara que l'ajuda arriba quan el T. rex verdader apareix en el centre de visitants i mata ambdós raptors, salvant Grant, Ellie, Lex i Tim en la seva oportuna aparició.
Hammond, Ellie, Grant i els nens pugen a un jeep per arribar al lloc on un helicòpter els espera per anar-se'n de l'illa. Grant esmenta, en to irònic, que no recolzarà el parc, una decisió que ara Hammond també comparteix. A bord de l'aeronau, els nens cauen adormits al costat de Grant, que contempla les aus volant en la proximitat -una de les espècies evolucionades que van sobreviure d'entre els dinosaures, que ara recreats van prenent control de l'illa on residiria el fallit projecte Parc Juràssic.

### Conclusió original
Originalment, es va pretendre que la pel·lícula finalitzés amb l'esquelet del T. rex del centre de visites caient a sobre dels raptors abans que ataquessin Alan Grant, Tim, Lex, i Ellie Sattler. Hammond arriba i llavors pot disparar els velociraptors amb una escopeta. Posteriorment, quan la conclusió original va ser considerada com a massa simplista, l'esquelet va ser substituït per un Tyrannosaurus rex que ataca els raptors, salvant el Doctor Grant i els altres. Aquesta conclusió també elimina l'escena on se li dispara als velociraptors, pel que en una breu escena inclosa s'aprecia l'escopeta en un altre lloc. En ambdues versions, els éssers humans sobrevivents fugen ràpidament amb en Hammond al seu jeep cap a l'helicòpter i escapen de l'illa.

### Guió original i diferències amb la novel·la
El guió original de Michael Crichton estava basat directament en la seva novel·la homònima. Tanmateix, Crichton va decidir redactar-lo en una versió molt més curta a la de la seva història original, eliminant nombroses parts del llibre per raons pràctiques i pressupostàries. Malia Scotch Marmo i David Koepp van realitzar diversos canvis en els elements narratius descrits per Crichton, creant un argument menys fosc i ombrívol que l'original.

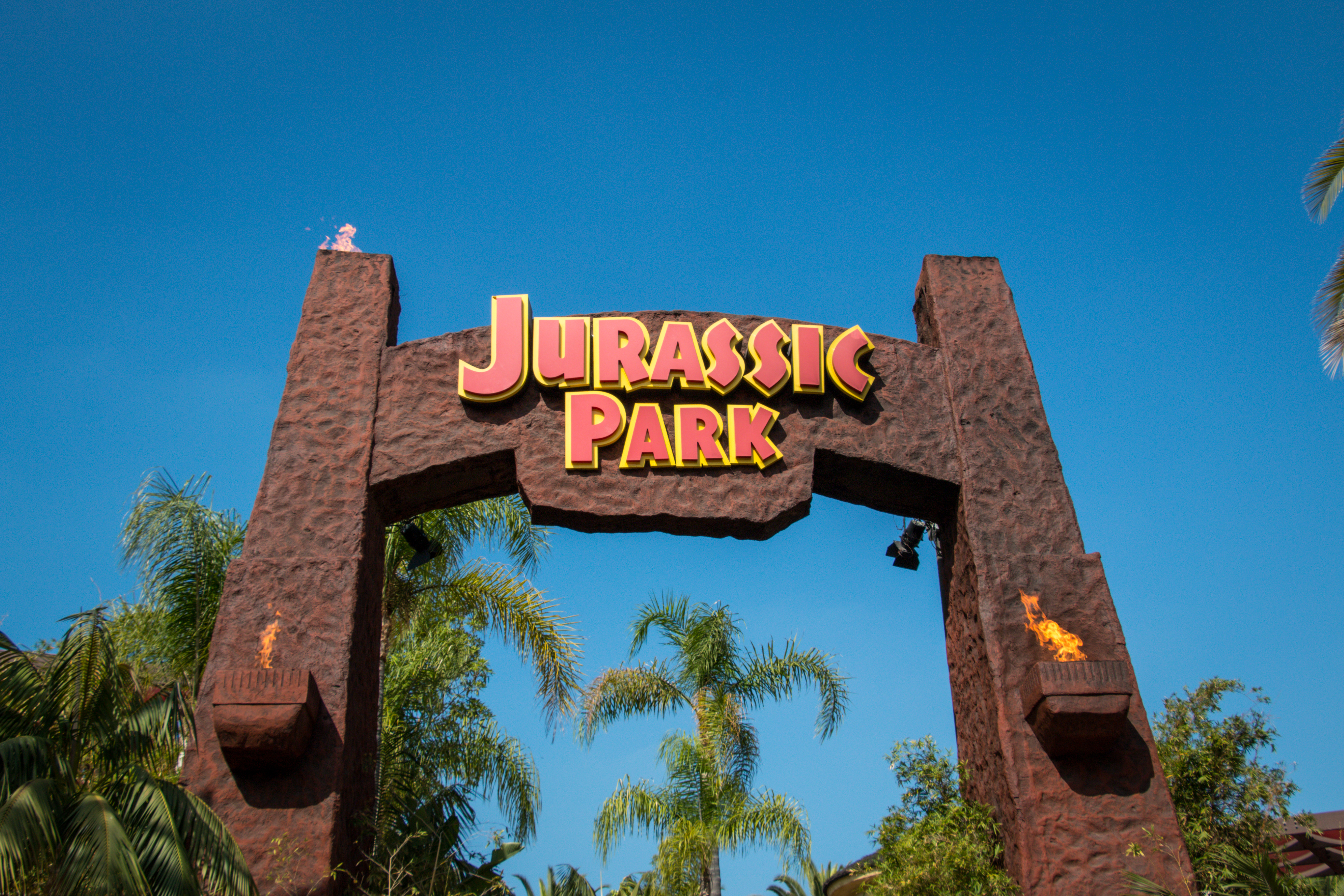
Entrada a Parc Juràssic

La novel·la resulta ser més fosca que la pel·lícula en to i en contingut, amb violència gràfica i una major quantitat de morts. Un dels temes expressats a través d'aquesta història i les seves continuacions és sobre els dinosaures homotèrmics (de sang calenta); una teoria recentment popularitzada pel paleontòleg Bob Bakker. La seva introducció es presenta com un breu informe de les conseqüències de l'incident d'InGen que va tenir lloc a l'agost de 1989. Aquesta «ficció com a presentació del fet» havia estat utilitzada per Crichton anteriorment, notablement en Eaters of the Dead i The Andromeda Strain. Poc després de l'inici de la història, un grup de científics (que inclouen el paleontòleg Alan Grant i el matemàtic Ian Malcolm) són convidats a la inspecció prèvia del Parc Juràssic, un parc d'atraccions creat pel milionari John Hammond (fundador d'InGen), a l'Illa Nublar (fictícia, localitzada a prop de Costa Rica). Hammond desitja escoltar les opinions dels científics i aconseguir finalment la seva aprovació del parc; Malcolm expressa dubtes des del principi.
El parc conté dinosaures, que s'han reconstruït a partir de l'ADN trobat en mosquits preservats en ambre. Hammond (i els seus enginyers genètics, amb el Dr. Henry Wu al capdavant) tenen un gran plaure en explicar les maneres en les quals van crear els dinosaures. Els científics es mostren aprensius quan descobreixen que els dinosaures s'han estat procreant per si mateixos, malgrat els esforços d'InGen per mantenir-los estèrils.

Mapa territorial de Costa Rica

L'acció comença quan Dennis Nedry, el principal programador informàtic del parc, intenta robar embrions de dinosaures segons un tracte amb Lewis Dodgson, que treballa per a un dels competidors de John Hammond, l'empresa Biosyn. Per poder aconseguir això, ha de desconnectar els sistemes de seguretat; això comporta que les tanques electrificades on habiten els dinosaures es vegin privades d'energia i, de fet, moltes espècies perilloses van escapar. Per tant, provoquen fatals trobades amb el personal del parc i els visitants, que romanen dins del parc.
Finalment, alguns dels personatges escapen vius de l'illa (encara que no gaires), l'illa és destruïda per les Forces Aèries de Costa Rica, (una mica exagerat en aquesta part partint del punt de què Costa Rica no posseeix exèrcit) encara que es mostra una preocupant evidència que diversos velociraptors puguin escapar, així com cert nombre de procompsognathus. El govern de Costa Rica deté els supervivents de l'incident indefinidament.
Existeixen algunes diferències substancials entre el llibre i la pel·lícula. Algunes d'aquestes diferències són l'eliminació de personatges, una cronologia alterada, i a més alguns personatges són modificats respecte dels seus equivalents a la novel·la.
- Ian Malcolm, com apareix al llibre, és un home amb un àcid sentit de l'humor i intel·ligència brillant que no va poder apreciar l'exactitud de les seves teories sobre els errors de la gestió del parc perquè un atac de dinosaure el fereix greument i conseqüentment és immobilitzat. Els extensos i una mica pesats monòlegs de Malcolm són atenuats a la pel·lícula. Al llibre suposadament mor al final, ja que l'ajuda mèdica no arriba a temps (almenys és el que se'ls informa a Grant i Sattler una vegada fora de l'illa), tanmateix Ian malcolm reapareix en la segona part El Món Perdut.
- La relació entre Alan Grant i Ellie Sattler al llibre era purament professional, mentre que a la pel·lícula estan implicats romànticament.
- Donald Gennaro es descriu com un home musculós a la novel·la, i la seva edat s'estipula al voltant dels 40. Ell és més gran i de trets més fins a la pel·lícula.
- El personatge de John Hammond és completament diferent. Al llibre, mor al final a la mercè d'un nombrós grup de dinosaures petits mentre intentava pujar un turó cap al seu vehicle amb un turmell trencat, tenint al cap plans per reconstruir el parc en alguna altra part, per a irritació dels seus convidats i els seus nets. Així mateix, se'ns mostra com un personatge mancat d'escrúpols, capaç de fer qualsevol cosa pel seu èxit econòmic. A la pel·lícula, Hammond escapa completament il·lès, humiliat i terroritzat per la monstruositat que ha creat. Al llibre, també el retraten com un vell capritxós i absurd. Ell és molt més savi i agradable a la pel·lícula.
- A la novel·la, la Lex Murphy és més jove que en Tim i retratada com una nena atrevida, mentre que en Tim és un fanàtic dels ordinadors amb una obsessió pels dinosaures. A la pel·lícula, en Tim és el més jove dels dos i la seva personalitat de furoner informàtic és retratada per la Lex.

## Producció

### Redacció del guió
Al principi, l'escriptor Michael Crichton havia estat pensant en un argument sobre un estudiant interessat en la clonació de dinosaures. Més tard, va començar a redactar la novel·la Jurassic Park. Abans que fos publicada, va incrementar el preu pels seus drets a una suma de $1,5 milions, a més d'un substancial percentatge dels guanys que obtinguessin les possibles adaptacions de la novel·la. Després de la seva publicació, Warner Bros. i Tim Burton, Columbia Pictures i Richard Donner, així com 20th Century Fox i Joe Dante van intentar adquirir-ne els drets, però Universal Pictures i Steven Spielberg els van obtenir al maig del 1990. Només uns mesos abans, Spielberg havia pres coneixement de l'existència de l'obra, mentre es trobava discutint amb Crichton sobre el seu pròxim projecte, la sèrie de televisió ER. Després d'obtenir els drets de la novel·la, Universal va decidir contractar Crichton, per $500.000 addicionals, per escriure el guió. En el procés, Crichton va notar que, a causa que el llibre era «bastant llarg», únicament podria elaborar una adaptació amb prop d'un 10-20% del contingut total. El seu escrit va ser acabat durant la filmació de Hook, realitzada per Spielberg. Després de concloure el rodatge, Spielberg va expressar el seu desig per filmar La llista de Schindler. A causa d'això, Music Corporation of America va interrompre la producció de La llista de Schindler perquè Jurassic Park fos dirigida abans.
A la fi del 1991 Malia Scotch Marmo va començar a redactar una nova adaptació, on va suggerir la fusió entre els personatges d'Ian Malcolm i Alan Grant. David Koepp va ser contractat després per a reescriure el guió de Marmo. A partir d'un dels suggeriments del director, per a les seqüències inicials de la pel·lícula, Koepp va decidir incorporar en l'argument un curtmetratge animat, que explicaria als visitants les principals funcions d'InGen i brindaria informació sobre el procés de clonació dels dinosaures existents en el parc de diversions. L'anterior modificació va aconseguir l'eliminació d'una gran quantitat de contingut narratiu citat a la novel·la. Les següents intervencions van acabar amb la modificació d'alguns altres elements narratius assenyalats per Crichton i Marmo. Entre ells es troben alguns canvis en els trets i característiques dels principals personatges. Entre ells figuren Hammond, que va canviar d'un despietat empresari a un amable ancià després que Spielberg admetés sentir-se identificat amb l'obsessió de Hammond per la teatralitat, i els seus nets. Al llibre, Tim té onze anys, mentre que Lex només té set. Spielberg els va intercanviar l'edat perquè volia treballar amb l'actor Joseph Mazzello. A més, va canviar la relació de Grant amb els nens, fent-ho més hostil envers ells a l'inici de la pel·lícula, per permetre un major desenvolupament entre aquests personatges durant el transcurs de la història. Inspirat per l'esborrany de Koepp, Spielberg va redactar el seu propi esborrany sobre un exemplar de Procompsognathus que, després d'escapar a una altra illa, ataca centenars de persones. Aquesta idea li va semblar al director un bon recurs per ser aprofitat com el pròleg de la possible continuació que tingués la pel·lícula.

### Repartiment

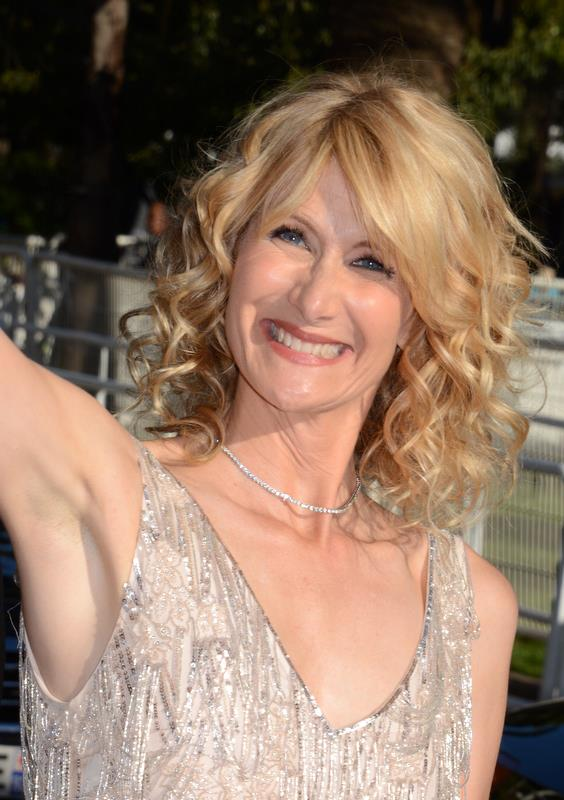
Laura Dern (Ellie Sattler, a la pel·lícula).

- Sam Neill interpreta el Dr. Alan Grant. És un paleontòleg que treballa en una excavació en terres ermes de Montana. No li agraden els nens, encara que aviat haurà de protegir els nets de Hammond. Neill va ser la selecció original de Spielberg, però estava ocupat en aquells moments. Llavors Spielberg va pensar en Richard Dreyfuss i Kurt Russell pel personatge, però contractar-los era massa costós, mentre que una tercera alternativa, William Hurt, va rebutjar el paper.[* 4] Spielberg es va veure en la necessitat de retardar un mes el rodatge, per a permetre a Neill interpretar el personatge. Per a això, Neill es va inspirar en el paleontòleg Jack Horner.[* 5][12]
- Laura Dern interpreta la Dra. Ellie Sattler. Paleobotànica i xicota de Grant. Dern també es va reunir amb Horner i va visitar el Museu d'Història Natural de Los Angeles per a conèixer com es prepara un fòssil i endinsar-se al context de la pel·lícula.

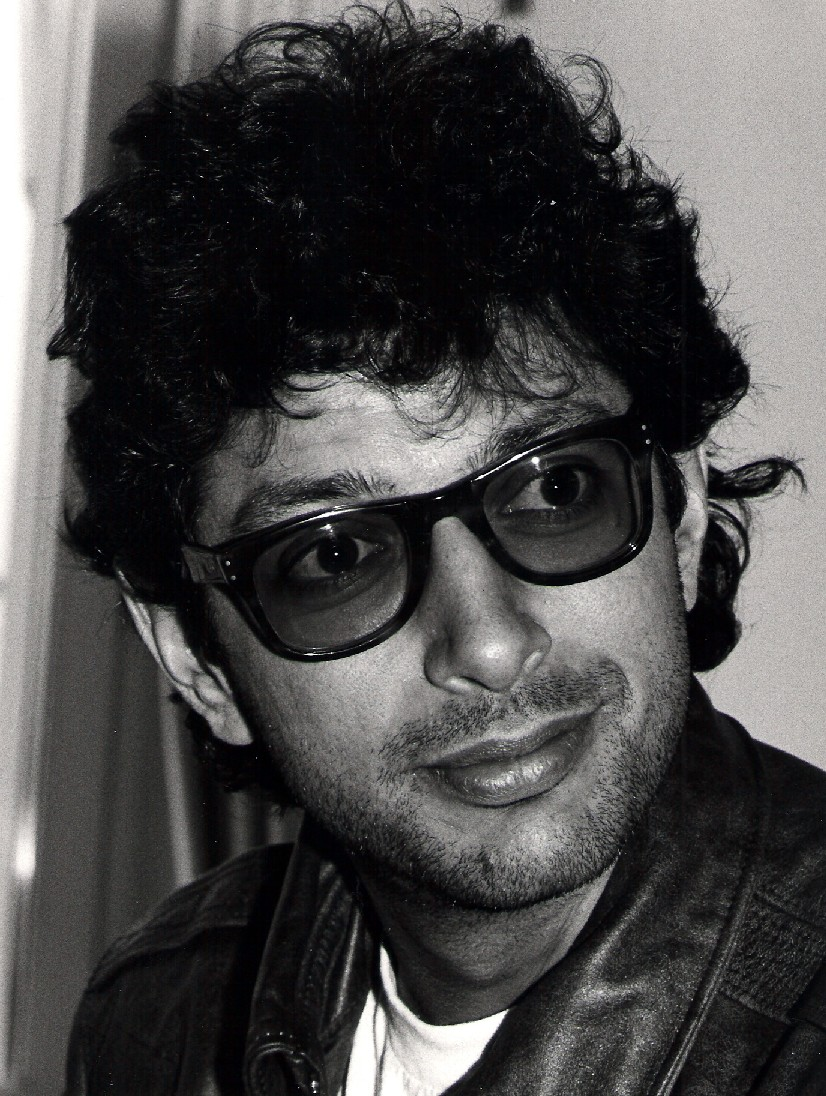
Jeff Goldblum (Ian Malcolm, a la pel·lícula).

- Jeff Goldblum interpreta el Dr. Ian Malcolm. Jeff Goldblum (Ian Malcolm, a la pel·lícula). Matemàtic i teòric de la teoria del caos. Malcolm adverteix del risc de crear un parc amb dinosaures ressuscitats convertint-se en la principal oposició a Hammond. Goldblum va ser la selecció original de Spielberg, un aspecte coincident amb el gust i l'interès de l'actor pels dinosaures.,[* 6] Per a preparar-se pel seu personatge, Goldblum es va reunir amb científics per a discutir la teoria del caos.[13]

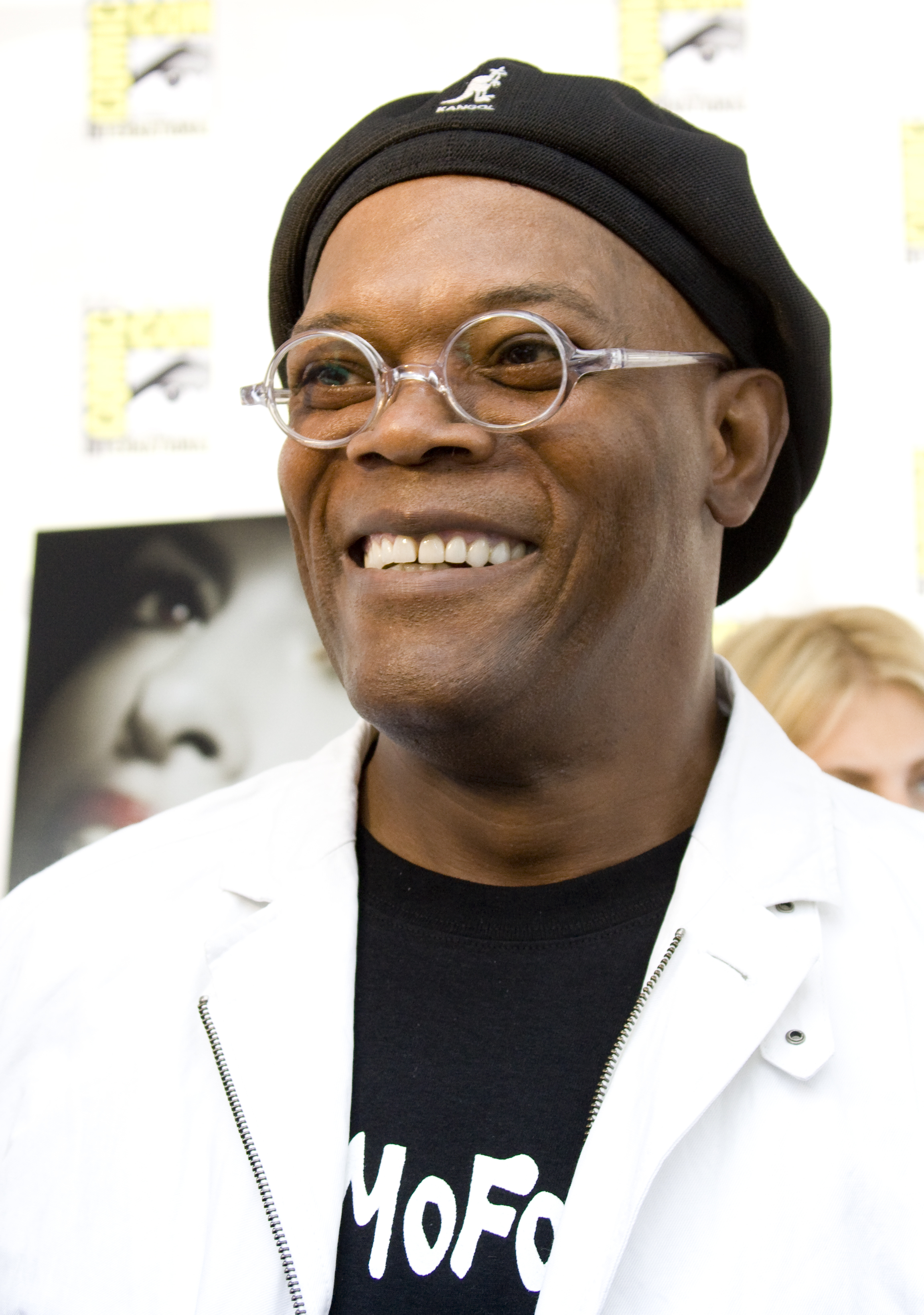
Samuel L. Jackson (Ray Arnold, a la pel·lícula).

- Richard Attenborough interpreta en John Hammond. Gerent de InGen i arquitecte del Parc Juràssic. Samuel L. Jackson (Ray Arnold, a la pel·lícula). La pel·lícula es va convertir en la primera actuació d'Attenborough des de The Human Factor de 1979.[14]

- Bob Peck interpreta Robert Muldoon. Un dels oficials del parc. És conscient de la intel·ligència dels velociraptors, però malgrat això intenta capturar-los després de la seva fuita sobtada.
- Martin Ferrero interpreta Donald Gennaro. Advocat representant dels inversors d'en Hammond. Mor quan el tiranosaure el parteix per la meitat.
- Joseph Mazello, com Tim Murphy. Germà petit de Lex. Ha llegit una gran quantitat de llibres de Grant.
- Ariana Richards, interpreta Lex Murphy. Neta de Hammond, vegetariana i autodenominada com a furoner.
- Samuel L. Jackson interpreta a Ray Arnold. Enginyer del parc. És responsable de tallar el subministrament energètic en Parc Juràssic per a reiniciar el sistema bloquejat per Nedy -encara que això allibera els raptors de les seves instal·lacions. És mort per un dels raptors.
- B. D. Wong, com Henry Wu. Genetista del parc i responsable que els exemplars creats genèticament siguin registrats. Abandona el parc després de l'arribada del cicló.
- Wayne Knight interpreta Dennis Nedry. Programador informàtic del parc. És subornat per l'empresa rival de InGen (per 1,5 milions de dòlars) per robar els embrions dels dinosaures creats per habitar el parc. És mort per un dilofosaure.
- Gerald R. Molen interpreta Gerry Harding. Veterinari del parc. Apareix en escena únicament per cuidar el Triceratops malalt al costat de la Dra. Settler.
- Cameron Thor interpreta Lewis Dodgson. El líder de la corporació rival de InGen en la novel·la. Només apareix en escena per a donar-li a Nedry un recipient on hauria de guardar els embrions robats.

### Rodatge

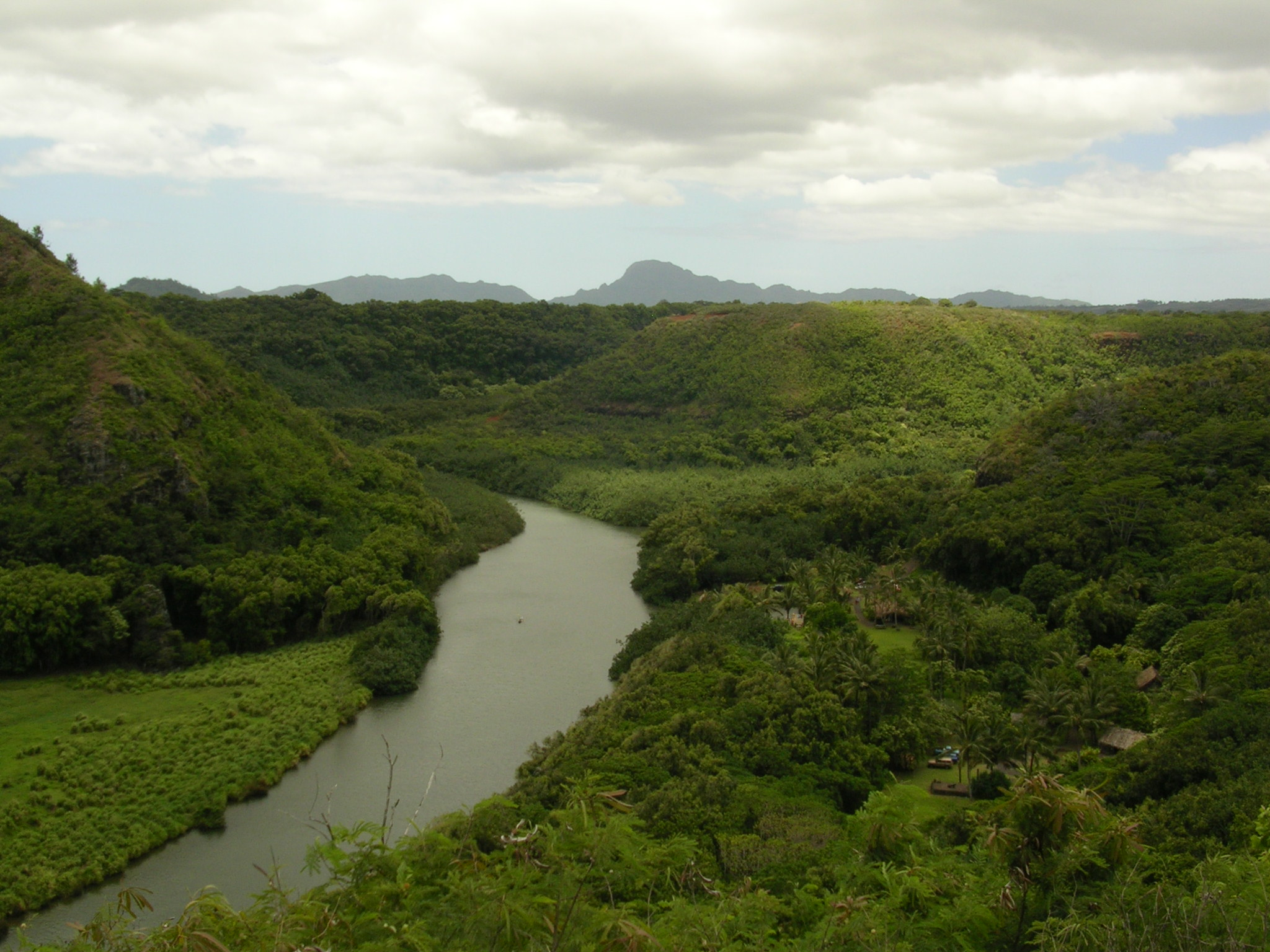
Panoràmica del riu Wailua, a Kauaʻi, Hawaii, illa on es va començar el rodatge de la pel·lícula a mitjans del 1992.

Després de dos anys i un mes de preproducció, el rodatge va començar el 24 d'agost de 1992 a l'illa hawaiana Kauaʻi. La filmació a l'illa (que va requerir el rodatge de diverses escenes diürnes) va durar un total de tres setmanes car, l'11 de setembre, l'Huracà Iniki va passar directament sobre Kauaʻi, fent que el repartiment perdés un dia de rodatge. La filmació de l'escena de Gallimimus i la seva persecució va ser realitzada a Oahu. Temps després, el repartiment es va traslladar als Estats Units per filmar, a l'estudi 24 d'Universal Studios, les escenes relacionades amb els raptors a la cuina. El repartiment també va filmar, al set 23 d'Universal, les escenes de l'edifici d'energia del parc, abans de traslladar-se a Red Rock Canyon per les escenes inicials de la pel·lícula, en una àrea d'excavació que a la pel·lícula seria identificada com una regió ubicada a Montana. El repartiment va tornar als estudis d'Universal per a filmar el rescat de Tim, usant per a l'escena un accessori de 15 metres amb rodes hidràuliques,; i l'escena de la trobada dels investigadors amb els braquiosaures. Després va continuar amb la filmació de les escenes dels laboratoris del parc i el de l'habitació de control, el qual va usar animacions per a les computadores cedides per les empreses Silicon Graphics i Apple Inc. Això es pot veure a la pel·lícula, específicament en l'escena on Nedry parla amb el representant de Biosyn, una presumpta conversa en viu que en realitat és clarament un arxivament de vídeo a causa de la visible barra de reproducció (playback).
El repartiment es va traslladar a l'estudi 16 de Warner Bros. per filmar l'escena del T. rex atacant els vehicles dels investigadors. Tanmateix, el rodatge de l'anterior escena va patir alguns retards a causa de la recreació artificial del cicló, que acabava mullant la pell de goma escuma del dinosaure. Al set 27 dels estudis Universal, el repartiment va filmar les escenes del dilofosaure, mentre que al 12 es van filmar les persecucions dels raptors a l'habitació de control i el centre de visitants del parc. Pel desenllaç de la pel·lícula, Spielberg va decidir incorporar de nou al T. rex canviant així el desenllaç planejat prèviament per a la pel·lícula. Finalment, el rodatge va acabar dotze dies abans del 30 de novembre, pocs dies abans que Michael Kahn acabés el guió de La llista de Schindler.

### Animació, efectes digitals i banda sonora
Spielberg va contractar Stan Winston per a crear els models robòtics dels dinosaures, Phil Tippett per a animar als dinosaures amb la tècnica go motion, Michael Lantieri i Dennis Muren per a supervisar els efectes escenogràfics i composició digital, i el paleontòleg Jack Horner per a supervisar els dissenys digitals dels dinosaures. L'objectiu de l'equip de producció va ser complir el desig de Spielberg de retratar els dinosaures com animals, més que com a monstres.

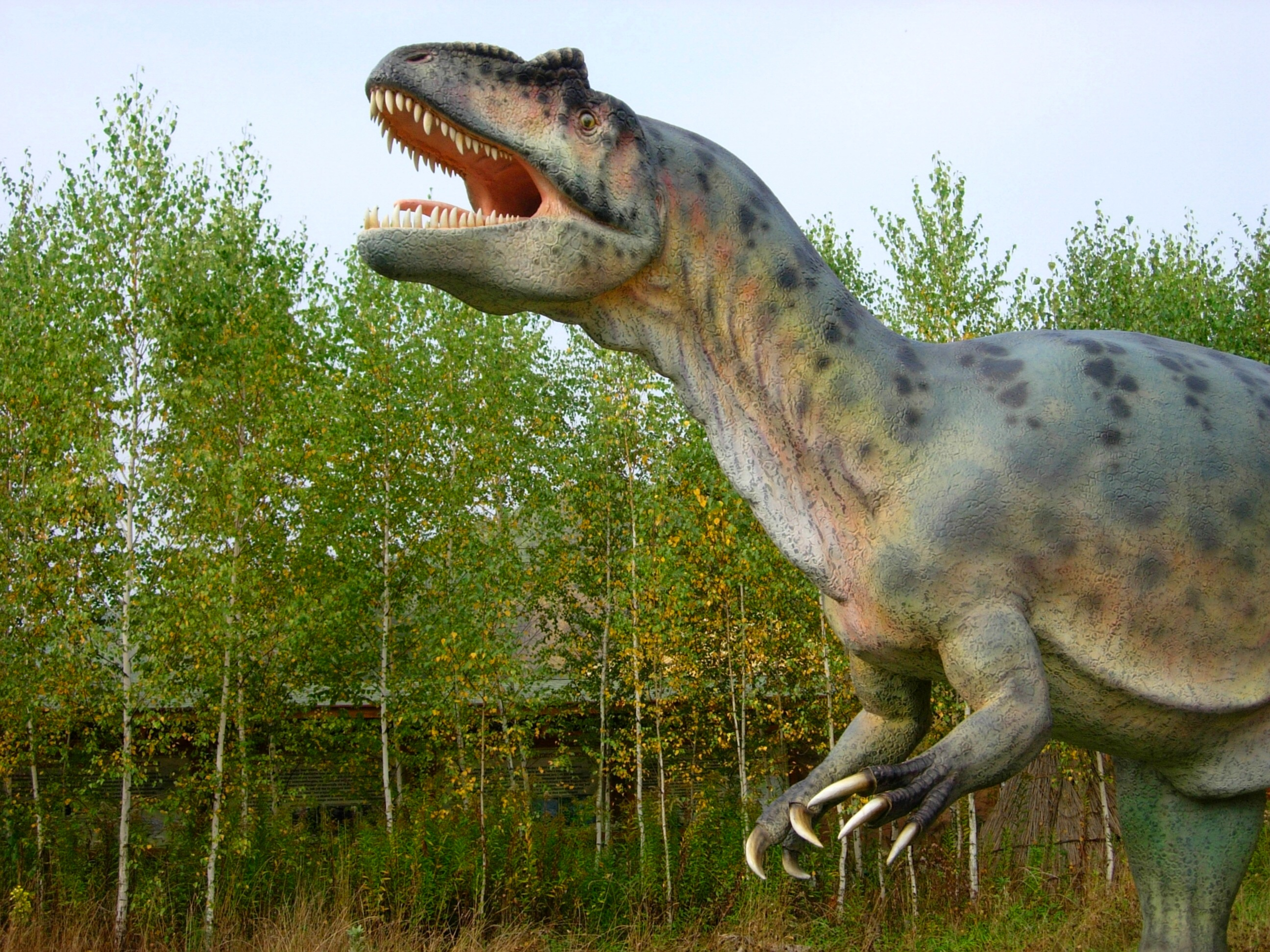
Model robòtic d'un dels dinosaures

Horner va descartar revisar les llengües dels raptors, queixant-se: «Els dinosaures no poden fer-se d'aquesta manera! ». La queixa de Horner va aconseguir fer que Spielberg insistís a Tippett a treure les llengües dels dissenys. D'altra banda, l'estudi de Winston va començar a crear models robòtics basats en diversos aspectes i característiques dels dinosaures. En concloure cada model, es va encarregar de texturizar la pell dels dinosaures en làtex, que finalment era col·locat a sobre dels dinosaures. Al seu torn, Tippett va crear animacions quadre-per-quadre (tècnica coneguda com a stop-motion) per les principals escenes on apareixerien dinosaures. Els animadors Mark Dippe i Steve Williams van ser contractats, al seu torn, per a crear els efectes digitals del T. rex. Malgrat el seu esforç, Spielberg no estava satisfet respecte a la continuïtat estètica de la pel·lícula, en reconèixer-hi una naturalesa cinematogràfica tant digital com relacionada amb actors i escenaris reals (live-action).

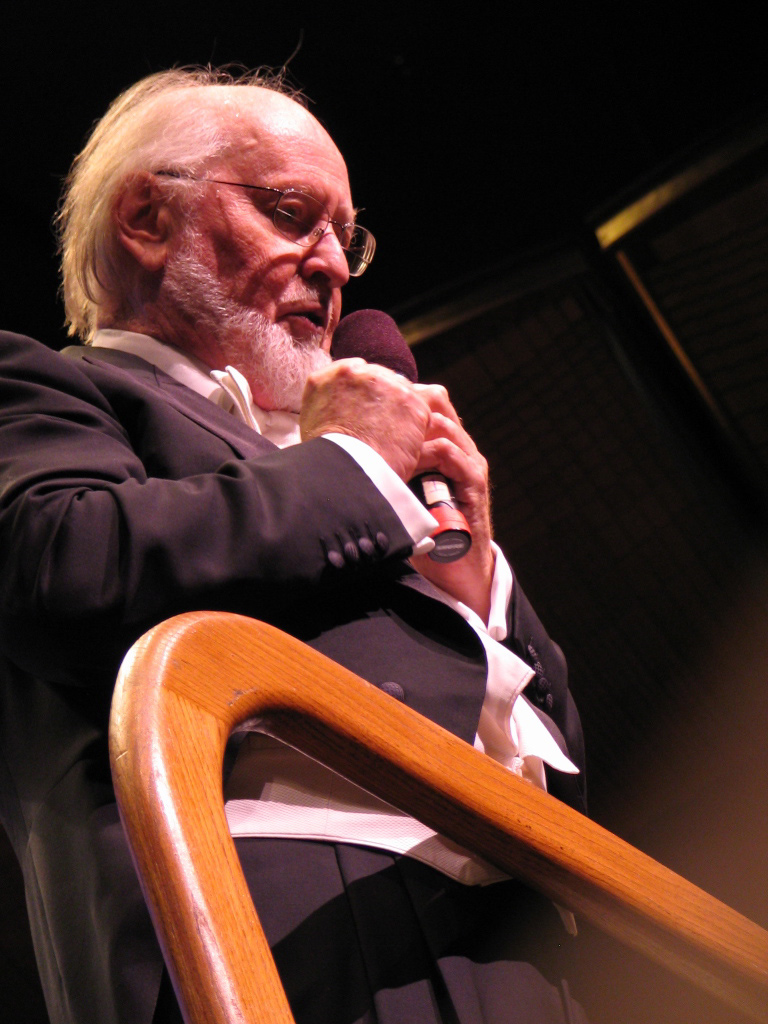
John Williams

Al terme del rodatge, Tippet va afegir alguns efectes digitals en nombroses escenes. El treball d'Industrial Light & Magic va consistir a crear composicions digitals addicionals, per escenes com el moviment de l'aigua i per la substitució digital del rostre de la doble d'Ariana Richards. Spielberg va supervisar el progrés d'ambdós estudis des de Polònia, on ja es trobava filmant la seva següent pel·lícula. El febrer del 1993, John Williams va començar a compondre el so i la banda sonora de la pel·lícula. La direcció musical de les seves composicions va ser realitzada un mes després per John Neufeld i Alexander Courage. La direcció musical va ser supervisada per George Lucas, fins a la seva conclusió, a final d'abril.Parc Juràssic va ser completament acabat el 28 de maig del 1993.

## Dinosaures en pantalla
Malgrat el títol de la pel·lícula, la majoria dels dinosaures que apareixen al film no van existir al període Juràssic sinó en el període Cretaci, immediatament posterior.

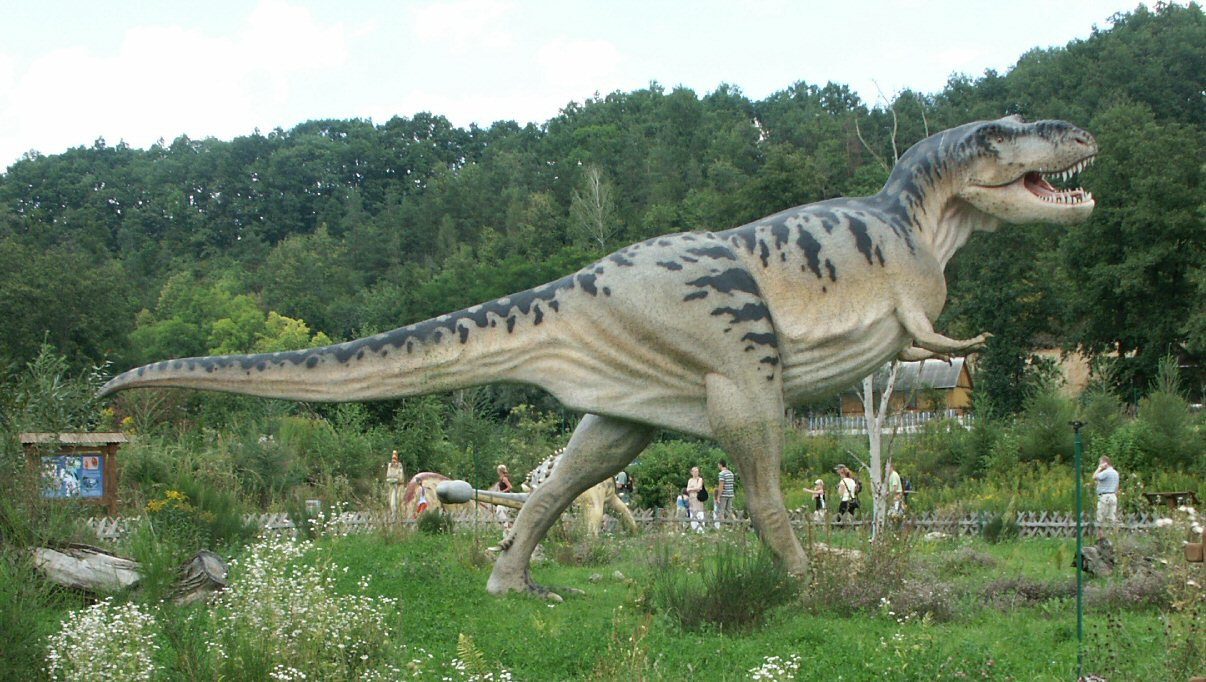
Model de Tyrannosaurus Rex, una rèplica utilitzada a Parc Juràssic

- Tyrannosaurus, informalment referit com «T. rex», és el protagonista de la pel·lícula segons Spielberg, ja que va ser ell que va reescriure el final del guió, a causa del temor de causar una possible decepció en l'audiència. El suport animatrònic creat per Winston pesava 13.000 quilograms, i mesurava una longitud de 12,192 metres.[20] El paleontòleg Jack Horner s'hi va referir finalment com «el més proper que hagi vist a un dinosaure vivent». D'altra banda, el dinosaure va ser realitzat basant-se en una visió centrada en el seu moviment. Els seus rugits provenen de la mescla de sons resultant d'una cria d'elefant i un al·ligàtor, mentre que la seva respiració va ser obtinguda a partir del so generat per la respiració d'una balena. En l'escena de la pel·lícula on el T. rex es menja un Gallimimus, els sons van ser obtinguts a partir d'un gos que atacava una pilota.
- Velociraptor, referit simplement com a raptor (i en plural com a raptors) a la pel·lícula, també té un rol principal dins de l'argument, encara que Winston va descriure que no es van basar en l'espècie real descrita pels científics, explicant amb això la seva mida diferent de la coneguda mitjançant fonts de divulgació. En canvi, va ser basat en un exemplar Deinonychus, que antigament va ser anomenat Velociraptor antirrhopus per alguns científics.[* 20] Quan un exemplar d'un Utahraptor, semblant al velociraptor, va ser descobert prèviament al llançament de la pel·lícula, Winston va fer broma, «Nosaltres ho vam fer, però ells ho van descobrir.» Per l'atac contra el personatge de Muldoon, els raptors van ser animats per persones que integraven part de l'elenc de la pel·lícula. Pel so dels raptors van ser barrejats diversos sons, provinents d'un dofí, una morsa, una oca i grulla. Segons els descobriments realitzats després del llançament de la pel·lícula, la majoria dels paleontòlegs havien conclòs que dromeosàruids, com el Velociraptor i el Deinonychus, tenien plomes.[* 21]

El Tiranosaure robòtic de Stan Winston, en el Warner Bros Stage 16

- Dilophosaurus. Va ser creat amb menors dimensions respecte a les de l'exemplar real, per a evitar que l'audiència el confongués amb els raptors.[* 22] A més, la seva habilitat, descrita a la pel·lícula, d'escopir fluids verinosos és fictícia. Els seus sons vocals van ser aconseguits en combinar els sons provinents d'un cigne, un falcó, una granota udoladora i un escurçó de cascabell.
- Brachiosaurus. No es descriu amb exactitud a la pel·lícula la manera en la qual aconsegueix muntar-se sobre les seves potes posteriors per assolir les branques més elevades dels arbres. Malgrat les proves científiques que aquests dinosaures tenien capacitats vocals limitades, el dissenyador de so Gary Rydstrom va decidir barrejar el so originat pel cant de les balenes i el provinent d'un ase per brindar, en les seves pròpies paraules, una «sensació melòdica de meravella».
- Triceratops. Va tenir una gran popularitat a la pel·lícula. La seva addició dins de l'argument va sorgir d'un particular malson logístic de Winston, sobre Spielberg buscant algú més per filmar el robot del dinosaure malalt que va imaginar per a les seqüències intermèdies de la pel·lícula.[* 23] Winston també va crear una cria de Triceratops per a Ariana Richards, però l'escena va ser retirada de la pel·lícula per raons pràctiques.[* 24]
- Gallimimus i Parasaurolophus. Són els principals cameos dins de la pel·lícula. Gallimimus va aparèixer a l'escena d'estampida, on un d'ells va ser devorat pel Tyrannosaurus Rex. El Parasaurolophus va aparèixer breument a la primera trobada dels personatges principals amb els Brachiosaurus.
- Pachycephalosaurus. És més important a la segona que a la primera, ja que a la segona els caçadors de InGen es lleven un exemplar adult. És un dinosaure amb una part gruixuda del crani que no conté pell o carn. Aquest «casc» s'usava probablement per protecció, o simplement, per a lluitar amb rivals en època d'aparellament.

### Base contextual biotecnològica
L'ADN de dinosaure s'extreu de mosquits fossilitzats, i aquesta petita quantitat és llavors amplificada per la reacció en cadena de la polimerasa (PCR). Existeixen alguns problemes amb aquest mètode:
1. Primer, les restes d'ADN mostrades a la pel·lícula, suposadament, es van extreure de mosquits atrapats en ambre dominicà. L'ambre dominicà té aproximadament 30 milions d'anys d'antiguitat. Tanmateix, els dinosaures van morir fa 65 milions d'anys.Exemplar d'un insecte fossilitzat en ambre.

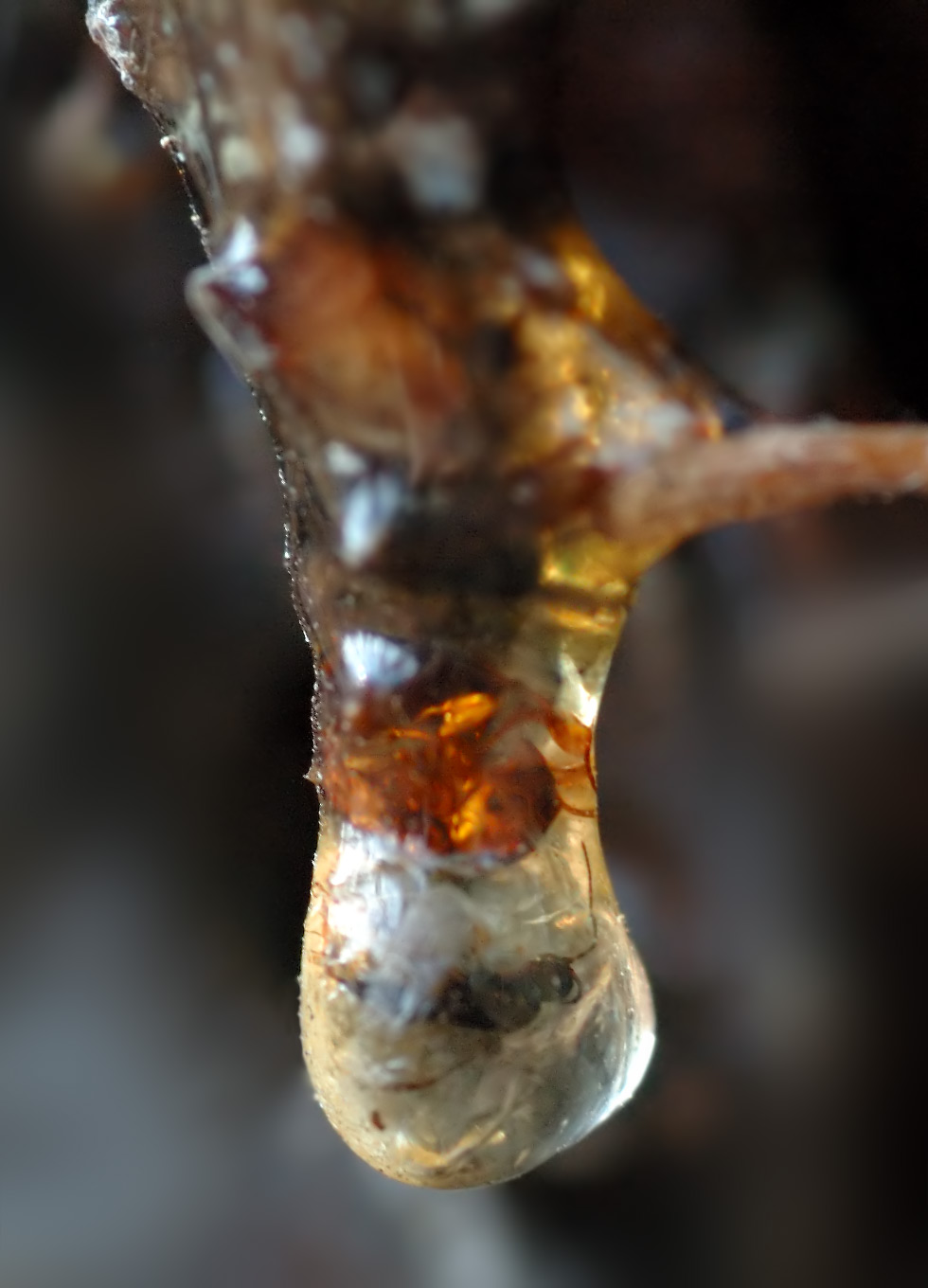
Exemplar d'un insecte fossilitzat en ambre.

2. Cap dels dinosaures mostrats a la pel·lícula no va existir a la República Dominicana fa 65 milions d'anys.
3. El mosquit només hauria tingut només una espècie de dinosaure com el seu aliment font, per a evitar barreges.
4. Es desconeix quin tipus de sang de dinosaure contenia la mostra. Seria impossible dir quina és l'«espècie», perquè les seqüències de l'ADN s'ubicarien en alguna part entre les dels ocells i els cocodrils. El llibre tracta aquest assumpte, indicant que «amb prou feines el reprodueixen per esbrinar-ho», per molèstia de Malcolm.
5. L'ADN de dinosaure ha de ser corregit (ha de contenir cada cromosoma) i no ha de contenir cap buit.
6. L'ADN està barrejat amb l'ADN del mosquit. La prova PCR és extremadament sensible i, per voluntat, això també l'amplificaria.
7. La PCR de l'actualitat no pot amplificar grans quantitats de l'ADN (el genoma complet d'un dinosaure). Fins i tot si això fos possible, prendria un llarg temps. El PCR necessita parts de l'ADN per començar la reacció (les cartilles primàries). Per aconseguir-les, el genoma necessita mapatge de previ. Estructura de l'ADN autèntic.

Estructura de l'ADN autèntic.

8. A causa del fet que l'ADN és descompost en nucleòtids pels enzims proteolítics al sistema digestiu dels mosquits, el mosquit en qüestió hauria de ser preservat immediatament després de l'alimentació.
9. A més, en el procés de la fossilització, s'alteren les molècules. Tanmateix, l'ambre és el millor preservatiu, a causa que el material preservat és orgànic. Però l'ADN no pot sobreviure totalment sense la presència de «buits» en els centenars de milions d'anys abans de ser descobert.
10. Els deu milers de parells base de l'ADN van ser ordenats de les restes d'uns esquelets d'os de 40.000 anys, sense l'ús de PCR, establint que, en principi, la seqüenciació de gens a gran escala de restes fossilitzades és possible. Sens dubte, les restes usades en aquest estudi són d'ordres de magnitud menors que qualsevol cosa de l'era dels dinosaures, i la tècnica podria no aplicar-se a aquestes criatures.
11. Al llibre, els buits de l'ADN són omplerts mitjançant l'ADN de granotes. Això és extremadament difícil, ja que caldria saber quins gens de dinosaure són homòlegs amb els gens de la granota. L'ús dels gens de granota és probablement una justificació de la trama, on es permet que algunes femelles canviïn el sexe i on poguessin reproduir-se (encara que el canvi natural de sexe també és possible en vertebrats més avançats).
12. El següent pas seria provocar l'expressió de l'ADN. Per això, caldria injectar l'ADN de dinosaure al nucli d'una cèl·lula fertilitzada de l'ou d'un parent proper de dinosaures (els ocells o els cocodrils, no les granotes). Aquesta tècnica es basa en la clonació reproductiva, que va ser utilitzada per a clonar a l'ovella Dolly. A la pel·lícula, s'utilitzen per a aquest propòsit els ous d'estruç.
13. Tanmateix, el desenvolupament d'un embrió és regulat per les hormones a l'ou/úter i el medi ambient. Aquestes hormones (d'ocell o de cocodril) necessiten tenir el mateix efecte que les seves homòlogues originals de dinosaure. Per a això, han de reconèixer les seccions particulars de l'ADN d'un dinosaure, que seria molt difícil. D'altra banda, les noves investigacions sobre plàstics han permès la creació d'ous sintètics per a consolidar embrions en el seu desenvolupament sense importar l'espècie. Calen hormones addicionals de l'espècimen original; tanmateix, es poden construir usant el genoma per a permetre el desenvolupament de l'embrió.

## Distribució i màrqueting
Universal es va gastar $65 milions en la campanya de màrqueting per la pel·lícula, establint contractes amb cent companyies per a donar publicitat a 1.000 productes. La campanya també va incloure el llançament simultani de tres videojocs basats en la pel·lícula i realitzats per SEGA i Ocean Software, una línia de joguines feta per Kenner i distribuïda per Hasbro, així com una adaptació literària dirigida cap als nens. D'altra banda, la banda sonora va incloure material inèdit per la seva posterior comercialització. Els avenços promocionals només van brindar breus escenes relacionades amb els dinosaures, una cosa descrita més tard per Josh Horowitz com «allò que el vell Spielberg acostuma a fer: mai revelar massa sobre les seves futures pel·lícules», després que ell i el director Michael Bay fessin el mateix per la producció de Transformers. La pel·lícula va tenir com a lema comercial en els seus avenços Una aventura feta fa 65 milions d'anys, que va resultar d'una broma feta respecte al genuí mosquit en ambre usat al bastó d'en Hammond.
La pel·lícula va ser estrenada al Museu Nacional de la Construcció el 9 de juny de 1993 a Washington DC, patrocinant dues associacions caritatives infantils. Després de l'estrena, el 1994, Parc Juràssic va guanyar tres Premis Oscars en les categories de millors efectes de so, millors efectes visuals i millor so, a més d'altres setze Premis i nominacions. El 4 d'octubre de 1994, va fer el seu debut en format de vídeo VHS i LaserDisc, i va ser estrenada en format DVD el 10 d'octubre de 2000. Aquell mateix any, la pel·lícula va ser comercialitzada novament en un paquet, que va incloure la seva continuació (El món perdut: Parc Juràssic II). Al seu torn, el DVD va ser rellançat amb ambdues pel·lícules de l'11 de desembre de 2001, sota el nom de Jurassic Park Trilogy i Jurassic Park Adventure Pack el 29 de novembre de 2005. La pel·lícula es va reestrenar als cinemes del Regne Unit el 23 de setembre de 2011. Per acabar, es va llançar al mercat la trilogia en Blu-ray el 25 d'octubre de 2011.

Durant el període de comercialització de la pel·lícula en aquests formats de vídeo, Steve Englehart va escriure una sèrie de còmics publicats per Topps Comics. Aquestes van aconseguir ser una continuació de la pel·lícula en versió literària, i van formar una sèrie de dues publicacions per les adaptacions Raptor, L'atac dels raptors, El segrest dels raptors i La tornada a Parc Juràssic, amb quatre edicions cada una. La tornada a Parc Juràssic va ser planejada per continuar per quatre edicions més, però aquestes van ser cancel·lades. Totes les edicions van ser publicades de nou, sota els conceptes de Les Aventures de Parc Juràssic als Estats Units i Parc Juràssic al Regne Unit. Ocean Software va realitzar també un joc virtual a manera de continuació dels seus anteriors videojocs llançats de manera simultània a l'exhibició de la pel·lícula. 

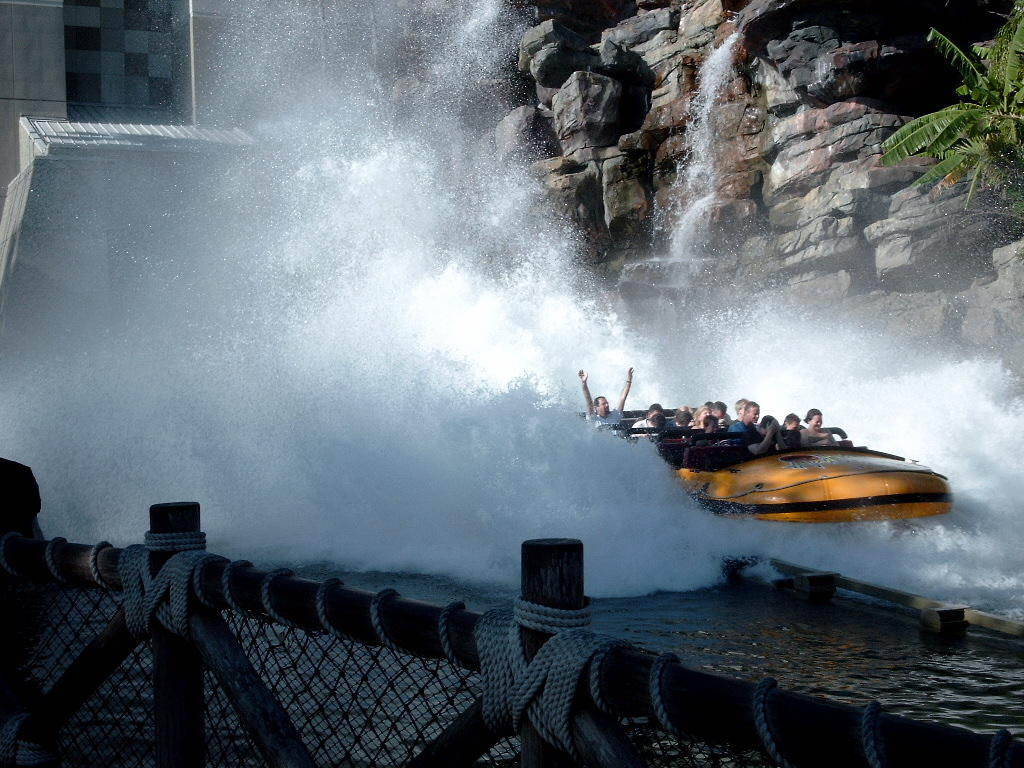
Illes de l'Aventura

Aquesta adaptació va ser anomenada Parc Juràssic Part II: El caos continua i estrenada el 1994 per a les consoles de Super NES i Game Boy.
El recorregut per Parc Juràssic va començar a desenvolupar-se el novembre de 1990, i es va estrenar finalment en el parc temàtic d'Universal Studios, a Califòrnia, el 15 de juny de 1996, amb un cost total de $110 milions de dòlars. Les Illes de l'Aventura, al parc Universal de Florida, va ser un sector temàtic dedicat a la pel·lícula, i incloïa el recorregut original, estrenat el 1996 i aquí rebatejat com Aventura cabalosa del Parc Juràssic, i diversos recorreguts i atraccions basats en les diverses adaptacions de la pel·lícula. El sector temàtic va ser inaugurat el març de 1999. El recorregut a Parc Juràssic va ser planejat originalment per ser creat als parcs Universal de Califòrnia i Florida, sota l'argument derivat de la pel·lícula, desenvolupat per un supòsit contracte entre Universal i en Hammond per reconstruir el Parc Juràssic als parcs temàtics d'Universal.

## Recepció

### Comercial i recaptació internacional
Es va convertir en la pel·lícula amb més èxit, superant en acollida a ET, l'extraterrestre. Va iniciar recaptacions amb 47 milions d'euros durant el seu primer cap de setmana en exhibició, i va obtenir un total de 81,7 milions durant la seva primera setmana d'estrena, exhibint-se en un total de 2 404 sales de cinema a nivel mundial —que, al final, arribarien a un total de 2 566 sales. De la mateixa manera, va romandre en la primera posició de recaptació durant tres setmanes consecutives, obtenint un total de 357 milions d'euros als Estats Units i passant a ser considerada com la pel·lícula amb més recaptacions de 1993. Va comptar també amb una bona acollida en altres països, tenint un gran èxit a Alemanya, Austràlia, Espanya, Itàlia, Regne Unit, Japó, Corea del Sud, Mèxic i Taiwan. La seva recaptació a nivell internacional va superar la quantitat de 557,6 milions d'euros. Per la direcció de la pel·lícula i participació en la reedició del guió adaptat, Spielberg va guanyar més de 250 milions d'euros, mentre que el film va romandre com el més taquiller durant cinc anys, succeït el 1997 per Titanic, de James Cameron. Pel que fa a altres pel·lícules amb temàtiques similars,Jurassic Parkroman com l'adaptació de ciència-ficció amb més èxit als Estats Units des dels anys 1980, superant a La guerra dels mons (dirigida també per Spielberg) i Jo, Robot (protagonitzada per Will Smith); a més encapçala la llista de «Pel·lícules amb monstres/criatures», per sobre de títols com King Kong (2005) i Gremlins (1984). Tot i amb les seves continuacions de 1997 i 2001, la cinta original ha perdurat com la de més èxit de la trilogia completa.
| Estat | Recaptació (en USD) | Data d'estrena                   |
| --- | ------------------- | -------------------------------- |
| Alemanya | 55 043 929          | Dijous 2 de setembre de 1993     |
| Antigua i Barbuda · Barbados · Dominica · Grenada · Saint Christopher i Nevis · Saint Vincent i les Grenadines · Saint Lucia · Trinitat i Tobago | 333 993             | Dimecres 4 d'agost de 1993       |
| Argentina | 8 191 506           | Dijous 1 de juliol de 1993       |
| Austràlia | 22 121 200          | Dijous 2 de setembre de 1993     |
| Àustria | 5 241 360           | Viernes 3 de septiembre de 1993  |
| Bèlgica · Luxemburg | 8 792 505           | Dimecres 20 d'octubre de 1993    |
| Belize · Costa Rica · El Salvador · Guatemala · Hondures · Nicaragua · Panamà                                                                    | 1 397 415           | Divendres 16 de juliol de 1993   |
| Bolívia | 325 645             | Dijous 29 de juliol de 1993      |
| Brasil | 14 968 482          | Divendres 25 de juny de 1993     |
| Bulgària | 153 195             | Divendres 10 de setembre de 1993 |
| Xile | 1 513 115           | Dijous 8 de juliol de 1993       |
| Xipre | 91 906              | Divendres 15 d'octubre de 1993   |
| Colòmbia | 2 241 493           | Divendres 2 de juliol de 1993    |
| Corea del Sud | 15 829 604          | Dissabte 17 de juliol de 1993    |
| Croàcia | 829 998             | Dijous 30 de setembre de 1993    |
| Dinamarca | 829 998             | Dijous 30 de setembre de 1993    |
| Equador | 434 940             | Dimecres 21 de juliol de 1993    |
| Egipte | 324 020             | Dilluns 4 d'octubre de 1993      |
| Eslovènia | 585 393             | Dijous 30 de setembre de 1993    |
| Espanya | 23 976 150          | Divendres 8 d'octubre de 1993    |
| Estats Units | 357 067 947         | Divendres 11 de juny de 1993     |
| Filipines | 2 593 833           | Dimecres 28 de juliol de 1993    |
| Finlàndia | 2 944 608           | Divendres 3 de setembre de 1993  |

| Estat                                        | Recaptació (en USD) | Data d'estrena                   |
| -------------------------------------------- | ------------------- | -------------------------------- |
| França · Algèria · Mònaco · Marroc · Tunísia | 42 055 035          | Dimecres 20 d'octubre de 1993    |
| Grècia                                       | 2 350 681           | Dimecres 27 d'octubre de 1993    |
| Hong Kong                                    | 8 770 013           | Dijous 29 de juliol de 1993      |
| Hongria                                      | 1 056 078           | Dijous 23 de setembre de 1993    |
| Índia                                        | 7 001 330           | Divendres 15 d'abril de 1994     |
| Itàlia                                       | 29 629 937          | Divendres 17 de setembre de 1993 |
| Japó                                         | 120 036 757         | Dissabte 17 de juliol de 1993    |
| Líban                                        | 117 484             | Divendres 22 d'octubre de 1993   |
| Malàisia                                     | 2 438 681           | Dijous 5 d'agost de 1993         |
| Mèxic                                        | 19 712 387          | Divendres 16 de juliol de 1993   |
| Noruega                                      | 3 112 406           | Divendres 3 de setembre de 1993  |
| Nova Zelanda · Fiji                          | 3 395 116           | Divendres 20 d'agost de 1993     |
| Països Baixos                                | 12 559 811          | Dijous 30 de setembre de 1993    |
| Pakistan                                     | 452 685             | Divendres 15 d'abril de 1994     |
| Perú                                         | 1 016 193           | Divendres 23 de juliol de 1993   |
| Polònia                                      | 4 339 983           | Divendres 3 de setembre de 1993  |
| Regne Unit · Irlanda · Malta                 | 71 751 927          | Divendres 16 de juliol de 1993   |
| República Txeca · Eslovàquia                 | 1 304 784           | Dijous 14 d'octubre de 1993      |
| República Dominicana                         | 162 970             | Dijous 22 de juliol de 1993      |
| Romania                                      | 215 117             | Divendres 11 de març de 1994     |
| Singapur                                     | 3 664 276           | Dijous 5 d'agost de 1993         |
| Sud-àfrica                                   | 3 632 714           | Divendres 17 de setembre de 1993 |
| Suècia                                       | 7 203 632           | Divendres 3 de setembre de 1993  |
| Suïssa                                       | 7 775 259           | Divendres 3 de setembre de 1993  |
| Tailàndia                                    | 4 180 978           | Dissabte 31 de juliol de 1993    |
| Taiwan                                       | 16 567 447          | Dissabte 17 de juliol de 1993    |
| Turquia                                      | 1 853 717           | Divendres 17 de setembre de 1993 |
| Uruguai                                      | 360 420             | Divendres 2 de juliol de 1993    |
| Veneçuela                                    | 1 451 423           | Dimecres 11 d'agost de 1993      |

| Estat               | Llançament (versió 3D) |
| ------------------- | ---------------------- |
| Emirats Àrabs Units | 4 abril 2013           |
| Austràlia           | 4 abril 2013           |
| Bahrain             | 4 abril 2013           |
| Hong Kong           | 4 abril 2013           |
| Kuwait              | 4 abril 2013           |
| Sèrbia              | 4 abril 2013           |
| Rússia              | 4 abril 2013           |
| Ucraïna             | 4 abril 2013           |
| Índia               | 5 abril 2013           |
| Estats Units        | 5 abril 2013           |
| Cambodja            | 11 abril 2013          |
| Pakistan            | 12 abril 2013          |
| Eslovènia           | 25 abril 2013          |
| Bèlgica             | 1 maig 2013            |
| França              | 1 maig 2013            |
| Hongria             | 2 maig 2013            |
| Països Baixos       | 2 maig 2013            |
| Nova Zelanda        | 2 maig 2013            |
| Bulgària            | 3 maig 2013            |
| Taiwan              | 3 maig 2013            |
| Finlàndia           | 10 maig 2013           |
| Sud-àfrica          | 10 maig 2013           |
| Filipines           | 29 maig 2013           |
| Malàisia            | 30 maig 2013           |
| Singapur            | 30 maig 2013           |
| Tailàndia           | 30 maig 2013           |
| Egipte              | 5 juny 2013            |
| Suècia              | 5 juny 2013            |
| Estònia             | 11 juny 2013           |
| Islàndia            | 12 juny 2013           |
| Dinamarca           | 13 juny 2013           |
| Noruega             | 14 juny 2013           |
| Romania             | 14 juny 2013           |
| Grècia              | 20 juny 2013           |
| Portugal            | 20 juny 2013           |
| Corea del Sud       | 27 juny 2013           |
| Israel              | 18 juliol 2013         |
| Turquia             | 9 agost 2013           |
| Perú                | 15 agost 2013          |
| Brasil              | 16 agost 2013          |
| Equador             | 16 agost 2013          |
| R.P. de la Xina     | 20 agost 2013          |
| Bolívia             | 22 agost 2013          |
| Espanya             | 23 agost 2013          |
| Regne Unit          | 23 agost 2013          |
| Irlanda             | 23 agost 2013          |
| Mèxic               | 23 agost 2013          |
| Xile                | 29 agost 2013          |
| Uruguai             | 29 agost 2013          |
| Colòmbia            | 30 agost 2013          |
| Alemanya            | 5 setembre 2013        |
| Veneçuela           | 13 setembre 2013       |
| Argentina           | 3 octubre 2013         |

### Crítica i llegat
Es va convertir en la pel·lícula amb més èxit, superant en acollida a ET, l'extraterrestre. Va iniciar recaptacions amb $47 milions durant el seu primer cap de setmana en exhibició, i va obtenir un total de $81,7 milions durant la seva primera setmana d'estrena. De la mateixa manera, va romandre en la primera posició de recaptació durant tres setmanes consecutives, obtenint un total de $357 milions als Estats Units. Va comptar també amb una bona acollida a altres països, tenint un ampli èxit al Regne Unit, Japó, Corea del Sud, Mèxic i Taiwan. Per la direcció de la pel·lícula i participació en la reedició del guió adaptat, Spielberg va guanyar més de $250 milions, mentre que Parc Juràssic va romandre com la pel·lícula més taquillera durant cinc anys, sent seguit el 1997 per Titanic de James Cameron.
La pel·lícula va rebre bones crítiques pels seus efectes visuals, encara que hi va haver majors crítiques negatives respecte a l'alguns van considerar com una mediocre adaptació de la novel·la:
| «                                     | Una pel·lícula, per aconseguir ser reconeguda com una fita en la cinematografia, ha de provocar sentiments d'al·lucinació i por alhora, i inspirar amb detalls inèdits en la seva trama. A la novel·la, aquesta història està feta a la mesura per als talents del Sr. Spielberg, encara que la pel·lícula va passar a ser menys fresca a la pantalla del que va poder haver estat sobre les pàgines. Molta de l'argot, necessària per a l'entreteniment de l'audiència, va ser parlada entre dents de manera confusa o simplement eliminada de les converses entre els actores. | » |
| — Janet Maslin, de The New York Times | |   |

| «                       | Un colossal entreteniment realitzat a través d'un viatge visible i didàctic per a l'estiu i probablement per a tot l'any. Comparats amb els dinosaures, els personatges són únics encara quan Crichton i David Koepp els han fusionat dins de nul·litats, en aquest precís viatge que va resultar en l'adaptació de les pàgines a la pantalla. | » |
| — Revista Rolling Stone | |   |

| «             | La pel·lícula divideix tot molt bé en el seu objectiu per mostrar-nos dinosaures. Hem vist als dinosaures en el passat, i en el present ha resultat tot un encert, principalment per l'ús dels efectes visuals de la pel·lícula encara que l'argument necessita altres qualitats, tals com un sentit d'al·lucinació i sorpresa, i una història de valors humans més creíble. | » |
| — Roger Ebert | |   |

La pel·lícula va guanyar el Premi Hugo en la categoria de millor pel·lícula dramàtica, i els Premis Saturn per millor pel·lícula de ciència-ficció, millor direcció, millor redacció i millors efectes especials. També es va fer creditora al premi People's Choice Award en la categoria de pel·lícula favorita de l'any. A més a més, els actors Ariana Richards i Joseph Mazzello van guanyar el premi Premi Young Artist en la categoria de premi destacat a pel·lícula familiar d'acció i aventura. A més a més, va obtenir premis estrangers tals com el BAFTA en les categories de millors efectes especials i premi de l'audiència per a la seva pel·lícula favorita de l'any, així com premis per part de l'Acadèmia Japonesa de Cinematografia respecte a la categoria de millor pel·lícula a llengua estrangera, i en les premiaciones de Mainichi Eiga Concours, Blue Ribbon i Leones Czech.
La pel·lícula es troba posicionada al Rotten Tomatoes amb un 85% de quota de pantalla positiva, tenint 28 de 33 crítiques positives. El 13 de juny de 2001, l'American Film Institute la va situar com «una de les pel·lícules més emocionants de tots els temps», i una cadena de televisió per cable nord-americà va elegir una escena de la pel·lícula com «la més terrorífica de tots els temps», el 2005. El 2004, la revista Empire, en el seu cinquantè aniversari, la va nomenar com «la sisena pel·lícula de major influència per a la seva editorial». Un any després, la revista Film Review va fer una mica semblant, en declarar-la com «un dels cinc films més importants per al seu editorial». El 2006, IGN la va elegir com «una de les pel·lícules, de franquícia, més gran de tots els temps».

Empire va citar el primer encontre amb el Braquiosaure el 28è moment més famós del cinema.

Quan alguns realitzadors van veure l'ús d'efectes CGI a Parc Juràssic abans vistos impossibles i massa costosos, a partir de llavors van estar confiats a emprar-los per als seus futurs rodatges. Com a conseqüència, Stanley Kubrick va contractar a Spielberg per dirigir A.I. Artificial Intelligence, George Lucas va començar la realització de la trilogia de protocontinuacions de Star Wars, i Peter Jackson va iniciar a reexplorar la seva passió infantil pels films fantàstics, un sender que el conduiria fins i tot a El Senyor dels Anells i King Kong. La pel·lícula també va inspirar a la realització de pel·lícules i documentals, com Godzilla, Carnosaur i Walking with Dinosaurs, així com nombroses paròdies. Stan Winston va treballar al costat d'IBM i el director James Cameron per a formar l'empresa d'efectes visuals Digital Domain, esmentant, «Si no m'hagués relacionat amb la pel·lícula, passaria ara mateix a convertir-me en un dinosaure.» Alex Billington va declarar que és «una pel·lícula líder en la seva època», referint-la en una altra perspectiva, «Fins i tot amb el sistema robòtic que ells van usar, això va ser un pas llunyà per a qualsevol avenç en el seu temps. Llavors les històries van començar a comptar com sensacionalment els dinosaures van incrementar la seva popularitat. I la millor part és que ells es miren millor en aquesta pel·lícula, que en qualsevol recent creació CGI.» Algunes fonts consideren que, a partir de la novel·la i la seva corresponent adaptació, es va incrementar de forma significativa l'interès dels joves en la paleontologia.
La pel·lícula es troba posicionada a Rotten Tomatoes amb un 86% de quota de pantalla positiva, sobre la base de l'avaluació de 33 crítiques. El 13 de juny de 2001, l'American Film Institute la va situar com «una de les pel·lícules més emocionants de tots els temps», mentre que la revista Empire la va anomenar com la «sisena pel·lícula de major influència per a la seva editorial». A l'any següent, una cadena de televisió per cable nord-americana va triar una de les seves escenes com «la més terrorífica de tots els temps». Aquell mateix any, la revista Film Review la va declarar com «una de les cinc pel·lícules més importants per a la seva editorial». Finalment, el 2006, IGN la va triar com «una de les pel·lícules de franquícia més grans de tots els temps».

## Premis i nominacions
En total, ha sigut guardonada amb 23 premis, així com 14 nominacions. Alguns dels premis en què la pel·lícula va ser considerada són el premi Hugo en la categoria de «Millor pel·lícula dramàtica», i els reconeixements Saturn per «Millor pel·lícula de ciència-ficció», «millor direcció»,« millor redacció» i «Millors efectes especials». També es va fer creditora al premi People's Choice en la categoria de «Pel·lícula preferida de l'any». A més, els actors Ariana Richards i Joseph Mazzello van guanyar el premi Young Artist en la categoria de «Premi destacat a pel·lícula familiar d'acció i aventures». Igualment, va obtenir premis a nivell internacional, com ara el BAFTA en les categories de «Millors efectes especials» i «Premi de l'audiència per a la seva pel·lícula favorita de l'any», així com per part de l'Acadèmia Japonesa de Cinematografia i els festivals Mainichi Eiga Concours, Blue Ribbon juntament amb el guardó Lleó txec.
A continuació, es mostra un llistat amb els diferents premis i nominacions que va rebre la pel·lícula després de la seva exhibició internacional, així com els relacionats amb el seu llançament en DVD.
| \| Premi \| Categoria \| Receptor(s) \| Resultat \| \| ------------------------------------------ \| -------------------------------------------------------------------------------- \| ---------------------------------------------------------------------- \| ---------- \| \| Premis Oscar (1994)[90] \| Millor edició de so \| Gary Rydstrom i Richard Hymns \| Guanyadors \| \| Premis Oscar (1994)[90] \| Millors efectes visuals \| Dennis Muren, Stan Winston, Phil Tippett i Michael Lantieri \| Guanyadors \| \| Premis Oscar (1994)[90] \| Millor so \| Gary Summers, Gary Rydstrom, Shawn Murphy i Ron Judkins \| Guanyadors \| \| Premis Saturn (1994) \| Millor director \| Steven Spielberg \| Guanyador \| \| Premis Saturn (1994) \| Millor pel·lícula de ciència-ficció \| \| Guanyadora \| \| Premis Saturn (1994) \| Millors efectes especials \| Dennis Muren, Stan Winston, Phil Tippett i Michael Lantieri \| Guanyadors \| \| Premis Saturn (1994) \| Millor guió \| Michael Crichton i David Koepp \| Guanyadors \| \| Premis Saturn (1994) \| Millor actriu \| Laura Dern \| Nominada \| \| Premis Saturn (1994) \| Millor vestuari \| Sue Moore y Eric H. Sandberg \| Nominats \| \| Premis Saturn (1994) \| Millor música \| John Williams \| Nominat \| \| Premis Saturn (1994) \| Millor actor jove \| Joseph Mazzello \| Nominat \| \| Premis Saturn (1994) \| Millor actriu jove \| Ariana Richards \| Nominada \| \| Premis Saturn (1994) \| Millor actor de repartiment \| Jeff Goldblum \| Nominat \| \| Premis Saturn (1994) \| Millor actor de repartiment \| Wayne Knight \| Nominat \| \| Premis Acadèmia Japonesa (1994) \| Millor pel·lícula en llengua estrangera \| \| Guanyadora \| \| Premis BAFTA (1994) \| Millors efectes especials \| Dennis Muren, Stan Winston, Phil Tippett i Michael Lantieri \| Guanyadors \| \| Premis BAFTA (1994) \| Millor so \| Richard Hymns, Ron Judkins, Gary Summers, Gary Rydstrom i Shawn Murphy \| Nominats \| \| Premis BMI Film & TV (1994) \| (no hi va haver categoria específica) \| John Williams \| Guanyador \| \| Premis Blue Ribbon (1994) \| Millor pel·lícula en llengua estrangera \| Steven Spielberg \| Guanyador \| \| Premis Bram Stoker (1994) \| Millor guió \| Michael Crichton i David Koepp \| Nominats \| \| Premis Cinema Audio Society (1994) \| Reconeixement a l'assoliment en edició de so per a una pel·lícula \| Gary Rydstrom, Gary Summers, Shawn Murphy i Ron Judkins \| Nominats \| \| Premis Lleó txec (1994) \| Millor pel·lícula en llengua estrangera \| Steven Spielberg \| Guanyador \| \| Premis Golden Screen (Alemania; 1993-1994) \| Golden Screen amb una estrella \| \| Guanyadora \| \| Premis Golden Screen (Alemania; 1993-1994) \| Golden Screen \| \| Guanyadora \| \| Premis Golden Screen (Alemania; 1993-1994) \| Golden Screen amb dos estrelles (1994) \| \| Guanyadora \| \| Premis Grammy (1994) \| Millor composició instrumental escrita per a una pel·lícula o per a la televisió \| John Williams \| Guanyador \| \| Premis Hugo (1994) \| Millor presentació dramàtica \| \| Guanyadora \| \| Premis Sierra (2000) \| Millor DVD \| \| Nominada \| \| Premis MTV Movie (1994) \| Millor seqüència d'acció \| (Per l'escena del T. rex i el jeep) \| Nominada \| \| Premis MTV Movie (1994) \| Millor pel·lícula \| \| Nominada \| \| Premis MTV Movie (1994) \| Millor dolent \| T. rex \| Nominat \| \| Mainichi Film Concours (Japó; 1994) \| Millor pel·lícula en llengua estrangera \| Steven Spielberg \| Guanyador \| \| Premis Golden Reel (Estats Units; 1994) \| Millors efectes de so \| \| Guanyador \| \| Premis People's Choice (1994) \| Pel·lícula favorita \| \| Guanyadora \| \| Premis Young Artist (1994) \| Millor actor jove en un paper coestel·lar \| Joseph Mazzello \| Guanyador \| \| Premis Young Artist (1994) \| Millor actriu en un paper coestel·lar \| Ariana Richards \| Guanyadora \| \| Premis Young Artist (1994) \| Millor pel·lícula familiar o d'acció-aventura \| \| Guanyadora \| |                                                                                  |                                                                        |            |
| Premi | Categoria                                                                        | Receptor(s)                                                            | Resultat   |
| Premis Oscar (1994) | Millor edició de so                                                              | Gary Rydstrom i Richard Hymns                                          | Guanyadors |
| Premis Oscar (1994) | Millors efectes visuals                                                          | Dennis Muren, Stan Winston, Phil Tippett i Michael Lantieri            | Guanyadors |
| Premis Oscar (1994) | Millor so                                                                        | Gary Summers, Gary Rydstrom, Shawn Murphy i Ron Judkins                | Guanyadors |
| Premis Saturn (1994) | Millor director                                                                  | Steven Spielberg                                                       | Guanyador  |
| Premis Saturn (1994) | Millor pel·lícula de ciència-ficció                                              |                                                                        | Guanyadora |
| Premis Saturn (1994) | Millors efectes especials                                                        | Dennis Muren, Stan Winston, Phil Tippett i Michael Lantieri            | Guanyadors |
| Premis Saturn (1994) | Millor guió                                                                      | Michael Crichton i David Koepp                                         | Guanyadors |
| Premis Saturn (1994) | Millor actriu                                                                    | Laura Dern                                                             | Nominada   |
| Premis Saturn (1994) | Millor vestuari                                                                  | Sue Moore y Eric H. Sandberg                                           | Nominats   |
| Premis Saturn (1994) | Millor música                                                                    | John Williams                                                          | Nominat    |
| Premis Saturn (1994) | Millor actor jove                                                                | Joseph Mazzello                                                        | Nominat    |
| Premis Saturn (1994) | Millor actriu jove                                                               | Ariana Richards                                                        | Nominada   |
| Premis Saturn (1994) | Millor actor de repartiment                                                      | Jeff Goldblum                                                          | Nominat    |
| Premis Saturn (1994) | Millor actor de repartiment                                                      | Wayne Knight                                                           | Nominat    |
| Premis Acadèmia Japonesa (1994) | Millor pel·lícula en llengua estrangera                                          |                                                                        | Guanyadora |
| Premis BAFTA (1994) | Millors efectes especials                                                        | Dennis Muren, Stan Winston, Phil Tippett i Michael Lantieri            | Guanyadors |
| Premis BAFTA (1994) | Millor so                                                                        | Richard Hymns, Ron Judkins, Gary Summers, Gary Rydstrom i Shawn Murphy | Nominats   |
| Premis BMI Film & TV (1994) | (no hi va haver categoria específica)                                            | John Williams                                                          | Guanyador  |
| Premis Blue Ribbon (1994) | Millor pel·lícula en llengua estrangera                                          | Steven Spielberg                                                       | Guanyador  |
| Premis Bram Stoker (1994) | Millor guió                                                                      | Michael Crichton i David Koepp                                         | Nominats   |
| Premis Cinema Audio Society (1994) | Reconeixement a l'assoliment en edició de so per a una pel·lícula                | Gary Rydstrom, Gary Summers, Shawn Murphy i Ron Judkins                | Nominats   |
| Premis Lleó txec (1994) | Millor pel·lícula en llengua estrangera                                          | Steven Spielberg                                                       | Guanyador  |
| Premis Golden Screen (Alemania; 1993-1994) | Golden Screen amb una estrella                                                   |                                                                        | Guanyadora |
| Premis Golden Screen (Alemania; 1993-1994) | Golden Screen                                                                    |                                                                        | Guanyadora |
| Premis Golden Screen (Alemania; 1993-1994) | Golden Screen amb dos estrelles (1994)                                           |                                                                        | Guanyadora |
| Premis Grammy (1994) | Millor composició instrumental escrita per a una pel·lícula o per a la televisió | John Williams                                                          | Guanyador  |
| Premis Hugo (1994) | Millor presentació dramàtica                                                     |                                                                        | Guanyadora |
| Premis Sierra (2000) | Millor DVD                                                                       |                                                                        | Nominada   |
| Premis MTV Movie (1994) | Millor seqüència d'acció                                                         | (Per l'escena del T. rex i el jeep)                                    | Nominada   |
| Premis MTV Movie (1994) | Millor pel·lícula                                                                |                                                                        | Nominada   |
| Premis MTV Movie (1994) | Millor dolent                                                                    | T. rex                                                                 | Nominat    |
| Mainichi Film Concours (Japó; 1994) | Millor pel·lícula en llengua estrangera                                          | Steven Spielberg                                                       | Guanyador  |
| Premis Golden Reel (Estats Units; 1994) | Millors efectes de so                                                            |                                                                        | Guanyador  |
| Premis People's Choice (1994) | Pel·lícula favorita                                                              |                                                                        | Guanyadora |
| Premis Young Artist (1994) | Millor actor jove en un paper coestel·lar                                        | Joseph Mazzello                                                        | Guanyador  |
| Premis Young Artist (1994) | Millor actriu en un paper coestel·lar                                            | Ariana Richards                                                        | Guanyadora |
| Premis Young Artist (1994) | Millor pel·lícula familiar o d'acció-aventura                                    |                                                                        | Guanyadora |